# Ed (foresta)
La foresta di Ed è un'area boschiva nota per la ricchezza della vegetazione che si trova al confine tra la contea norvegese di Innlandet e la provincia svedese di Värmland.